# Karoonda (Meteorit)
Koordinaten: 35° 5′ 0″ S, 139° 55′ 0″ O

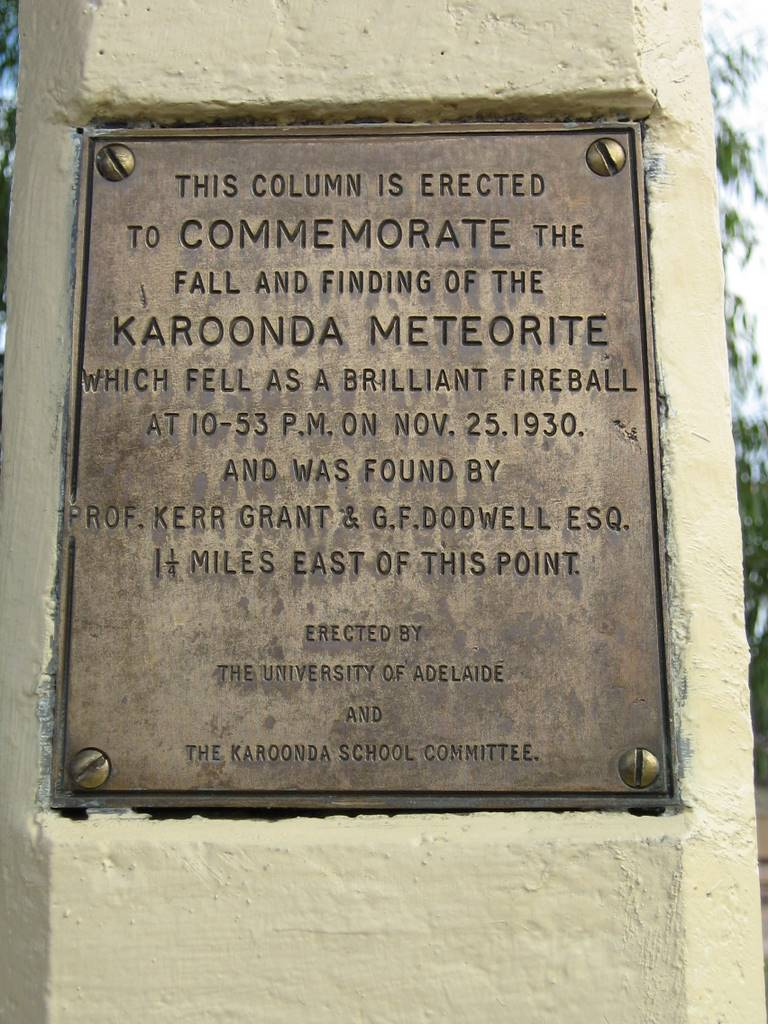
Plakette auf der Säule

Der Karoonda-Meteorit, ein Steinmeteorit, ging am 25. November 1930 um 10.53 Uhr nahe bei der kleinen Siedlung Karoonda in South Australia nieder, die 120 Kilometer östlich von Adelaide liegt.
Beobachtet wurde die Flugbahn des Meteoriten von der Eyre-Halbinsel bis in die Mitte von Victoria. Er schlug in einem Weizenfeld in sandigen Böden auf und seine Trümmer wurden zwei Wochen später von einer Suchmannschaft der University of Adelaide und dem Adelaide Observatory aufgesammelt. Die Hauptmasse zerschellte 3,6 Kilometer östlich des Ortes auf dem Boden. 41,7 kg Fragmente wurden aufgelesen, darunter zwei größere und viele kleine Stücke, das größte wog 3,18 kg.
Der Meteorit bestand hauptsächlich aus Olivin, geringen Anteilen Plagioklas, Pigeonit, Pentlandit, Troilit und Magnetit, wenig Pyrit, Chalkopyrit und wenigen Phosphatmineralen (Apatit oder Merrillit). Nickel und Chrom wurden in dem untersuchten Objekt nicht gefunden.
Es handelt sich im petrologischen Sinn um einen Chondrit, der zur Klassifizierung der Chondriten als CK Chondrit mit dem K bezeichnet wurde.